# Mouzon (Charente)
Mouzon település Franciaországban, Charente megyében. Lakosainak száma 140 fő (2022. január 1.). Mouzon Cherves-Châtelars, Lésignac-Durand, Le Lindois és Massignac községekkel határos.

## Népesség
A település népességének változása:
| Lakosok száma | 240  | 160  | 155  | 152  | 132  | 132  | 131  | 134  | 136  | 140  |
|               | 1968 | 1982 | 1990 | 2006 | 2013 | 2015 | 2017 | 2019 | 2020 | 2022 |